# Liste der Monuments historiques in Montmorency (Val-d’Oise)
Die Liste der Monuments historiques in Montmorency (Val-d’Oise) führt die Monuments historiques in der französischen Gemeinde Montmorency auf.

## Liste der Bauwerke
| Bezeichnung                  | Beschreibung | Standort                                                                 | Kennzeichnung | Schutzstatus | Datum | Bild           |
| ---------------------------- | ------------ | ------------------------------------------------------------------------ | ------------- | ------------ | ----- | -------------- |
| Kirche St-Martin             |              | (Lage)                                                                   | PA00080130    | Classé       | 1840  | weitere Bilder |
| Museum Jean-Jacques-Rousseau |              | Le Mont-Louis 5, rue Jean-Jacques-Rousseau 4–6, rue du Mont-Louis (Lage) | PA00080131    | Classé       | 1984  | weitere Bilder |
| Orangerie des Schlosses      |              | 23-25-27, rue du Temple (Lage)                                           | PA00080129    | Inscrit      | 1977  | weitere Bilder |

## Liste der Objekte
- Monuments historiques (Objekte) in Montmorency (Val-d’Oise) in der Base Palissy des französischen Kultusministeriums